# مگاویل
مگاویل (به انگلیسی: Megaville) نام یک فیلم مستقل و علمی تخیلی محصول ۱۹۹۰ است که بیلی زین ایفاگر نقش اصلی ان بوده‌است. این فیلم یک نئو نوآر روانشناسانه می‌باشد.